# Verband Insolvenzverwalter und Sachwalter Deutschlands

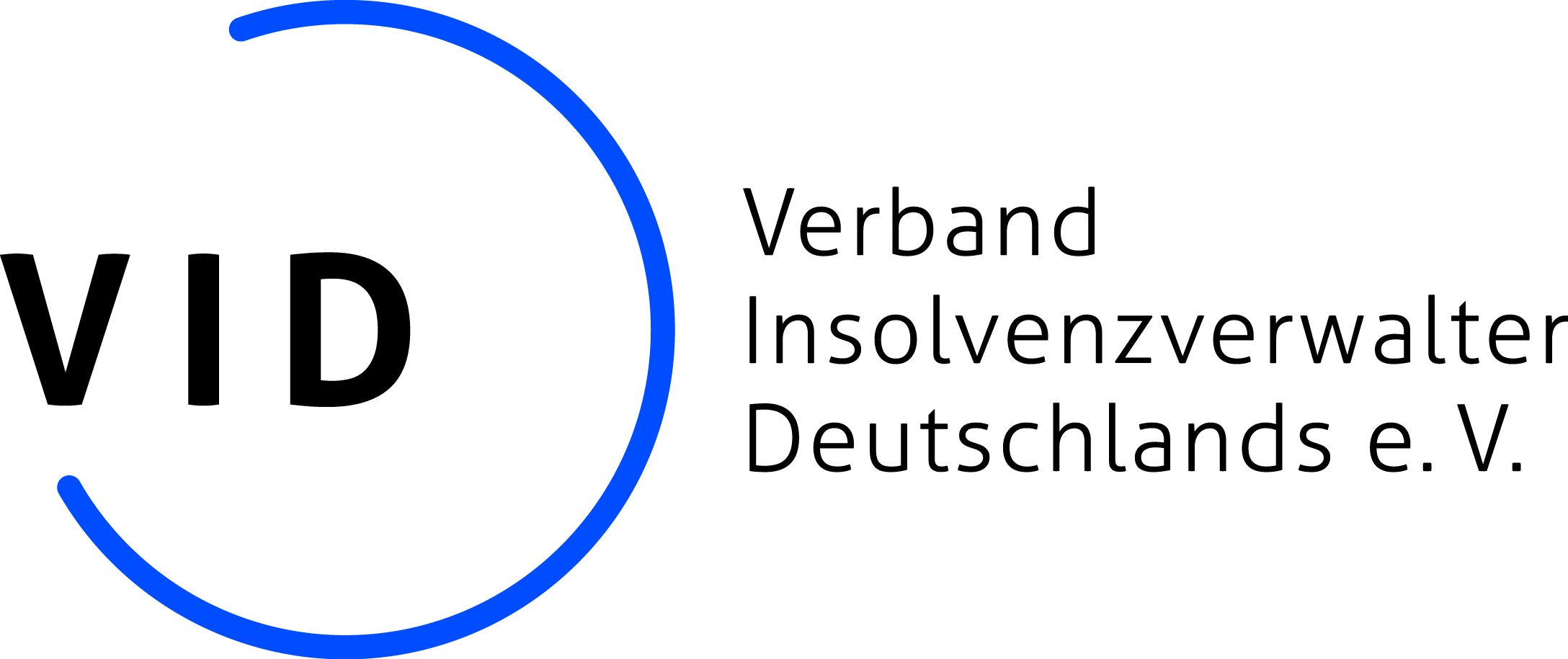
Logo des Berufsverbandes der Insolvenzverwalter und Sachwalter Deutschlands (VID)

Der Verband Insolvenzverwalter und Sachwalter Deutschlands (VID) ist ein Verein mit Sitz in Berlin. Ihm gehören derzeit über 460 Mitglieder an. Der Verband wurde im Jahr 2004 gegründet. Tätigkeitsschwerpunkte sind die Interessenvertretung gegenüber der Politik, die Weiterentwicklung der Qualität von Insolvenzverwaltungen und der Erfahrungsaustausch der Mitglieder untereinander. Im August 2021 ergänzte der Verband seinen Namen um den Zusatz Sachwalter.

## Branchenbeschreibung
In Deutschland gibt es Schätzungen zufolge rund 2.000 Insolvenzverwalter. Hauptberuflich tätig als Unternehmensinsolvenzverwalter sind nur 500 bis 800.
Noch zum Ende des 20. Jahrhunderts war die Insolvenzverwalter-Branche von vielen kleineren Kanzleien oder einzelnen Personen geprägt, die das Konkurs-Geschäft eher nebenbei betrieben. Mit Inkrafttreten der Insolvenzordnung (InsO) im Jahr 1999 hat sich das Aufgabenfeld des Berufsstandes nachhaltig verändert hin zu einer sanierungsorientierten Insolvenzverwaltung. Die Sanierung von Unternehmen mit hunderten, manchmal tausenden oder gar zehntausenden Mitarbeitern erforderte die Bildung entsprechend spezialisierter Verwalterkanzleien. Die Insolvenzverwalter-Branche geriet deshalb in einem tiefgreifenden Wandel hin zu weiterer Professionalisierung und zu größeren Kanzleistrukturen.

## Aufgaben und Ziele

### Grundsätze ordnungsgemäßer Insolvenz- und Eigenverwaltung (GOI)
Mit den 2012 verabschiedeten Grundsätzen ordnungsgemäßer Insolvenzverwaltung (GOI) verpflichtet der VID seine Mitglieder zur Einhaltung professioneller Standards, die bisher nur teilweise gesetzlich geregelt sind. Zu diesen Standards gehören allgemeine Anforderungen an den Verwalter und sein Büro (Abschnitt II) und Regeln zum Verfahrensablauf (Abschnitt III). Unter den Regeln zum Verfahrensablauf finden sich Vorgaben u. a. zu
- Sicherungsmaßnahmen, Arbeitnehmerfragen, Gutachtenerstellung, Information von Gläubigern, Buchhaltungsregeln, Behandlung von Aus- und Absonderungsrechten und von Masseverbindlichkeiten, Vorgaben für Betriebsfortführungen, Vermögensverwertungen und Unternehmensveräußerungen sowie zu Eigenverwaltungen und Insolvenzplänen.

Ein gemeinsamer Kontenrahmen, der den Namen „SKR-InsO“ tragen wird und aus dem bereits bekannten Datev-Kontenrahmen SKR–04 entwickelt wurde, wurde interessierten Softwareanbietern übermittelt, um eine Übernahme in die Standard-Softwareprogramme zu ermöglichen. Er wurde zuletzt 2014 aktualisiert.
Das vom VID zum Nachweis geforderte Zertifikat eines akkreditierten Zertifizierungsunternehmens und die gleichzeitig erlassene Prüfungsordnung zu den GOI sollen sicherstellen, dass der Nachweis ihrer Beachtung durch unabhängige Dritte und in einer bundesweit gleichmäßigen Prüfung geführt wird.

### Deutscher Insolvenzverwalterkongress
Der Verband veranstaltet jährlich im Herbst den Deutschen Insolvenzverwalterkongress, der neben Insolvenzverwaltern und Insolvenzrichtern auch institutionellen Gläubigern, Sanierungsberatern, Wissenschaftlern und Rechtspolitikern offensteht.

### Uhlenbruck-Preis
Der VID vergibt seit 2017 alle zwei Jahre im Rahmen des Deutschen Insolvenverwalterkongresses den Uhlenbruck-Preis. Der mit 5000 Euro dotierte Preis ehrt das Lebenswerk von Wilhelm Uhlenbruck durch die Prämierung herausragender wissenschaftlicher Dissertationen und Habilitationen, die sich mit der juristischen Diskussion des Insolvenzverfahrens, die durch Uhlenbruck stark geprägt wurde, befassen.
Der Jury gehören Georg Bitter, VID-Vorstandsmitglied Michael Bremen, Moritz Brinkmann und Christoph Paulus an.
- 2017 wurde der Uhlenbruck-Preis an Friederike Schaal für ihre Dissertation zum Thema Die Haftung der Geschäftsführungsorgane einer insolvenzrechtlich eigenverwaltenden GmbH oder AG verliehen.[6]
- 2019 wurde der Uhlenbruck-Preis an Nicholas R. Palenker für seine Dissertation zum Thema Loan-to-own: Schuldenbasierte Übernahmen in Zeiten moderner Restrukturierungen und mangelnder Gläubigertransparenz (Lehrstuhl von Professor Christoph Paulus an der Humboldt-Universität) verliehen.[7]
- 2021 wurde der Uhlenbruck-Preis an Ivan B. Labusga für seine Dissertation zum Thema Insolvenzanfechtung von Austauschgeschäften (Lehrstuhl von Professor Jan Felix Hoffmann an der Albert-Ludwigs-Universität) verliehen.[8]
- 2023 ging der Uhlenbruck-Preis an Maxime von Dreusche für ihre Dissertation Datenverträge in der Insolvenz. Zugriffsrechte des Nutzers in der Insolvenz des Datenverwalters (betreut durch Professor Jürgen von Hagen an der Rheinischen Friedrich-Wilhelms-Universität Bonn) sowie an Johannes Locher für dessen Dissertation Der Schutz von Sanierungsfinanzierungen in Liquidationsverfahren im deutsch-französischen Rechtsvergleich (betreut durch Professor Jan Felix Hoffman der Albert-Ludwigs-Universität Freiburg).[9]

## Struktur
Mitglied des Berufsverbandes kann werden, wer in den letzten drei Jahren vor Aufnahme in den VID eine Tätigkeit als Insolvenzverwalter von Unternehmen, d. h. Personen- und Kapitalgesellschaften, ausgeübt hat. Der Nachweis dieser Tätigkeit ist durch Belegen von Bestallungsurkunden zu mindestens zehn eröffneten und zwei schlussgerechneten Unternehmensinsolvenzverfahren zu führen.
Der Vorstand setzt sich aus Insolvenzverwaltern zusammen. Ihm gehören an: Christoph Niering (Vorsitzender); Jutta Rüdlin; Robert Hänel; Axel W. Bierbach; Michael Bremen. Geschäftsführer des VID ist seit 2006 Daniel Bergner.